# Кадарсак
Кадарсак (фр. Cadarsac) насеље је и општина у југозападној Француској у региону Аквитанија, у департману Жиронда која припада префектури Либурн.
По подацима из 2011. године у општини је живело 306 становника, а густина насељености је износила 133,04 становника/km². Општина се простире на површини од 2,28 km². Налази се на средњој надморској висини од 50 метара (максималној 53 m, а минималној 2 m).

## Демографија
| 1962. | 1968. | 1975. | 1982. | 1990. | 1999. | 2011. |
| ----- | ----- | ----- | ----- | ----- | ----- | ----- |
| 119   | 135   | 141   | 184   | 263   | 246   | 306   |

График промене броја становника у току последњих година